# Maryse Narcisse
Maryse Narcisse (sinh năm 1958) là một chính trị gia Haiti. Bà là một ứng cử viên trong cuộc bầu cử tổng thống 2016-17, đại diện cho đảng Fanmi Lavalas.

## Tiểu sử
Maryse Narcisse sinh năm 1958 tại Pétion-Ville. Bà là con gái của Denise Péan Narcisse, một giáo viên và Marc Narcissus, một thẩm phán. Bà có bằng Thạc sĩ về Sức khỏe Cộng đồng tại Đại học Tulane ở Hoa Kỳ. Bà đã kết hôn hai lần, lần đầu tiên khi bà 23 tuổi và bà đã có một con trai.